# Connomyia perata
Connomyia perata là một loài ruồi trong họ Asilidae. Connomyia perata được Londt miêu tả năm 1993. Loài này phân bố ở vùng nhiệt đới châu Phi.